# Harden Shire Council
Harden Shire Council is een Local Government Area (LGA) in de Australische deelstaat New South Wales. Harden Shire Council telt 3.771 inwoners. De hoofdplaats is Harden.